# Orchowo
Orchowo è un comune rurale polacco del distretto di Słupca, nel voivodato della Grande Polonia.
Ricopre una superficie di 98,12 km² e nel 2004 contava 3 937 abitanti.